# 関目駅

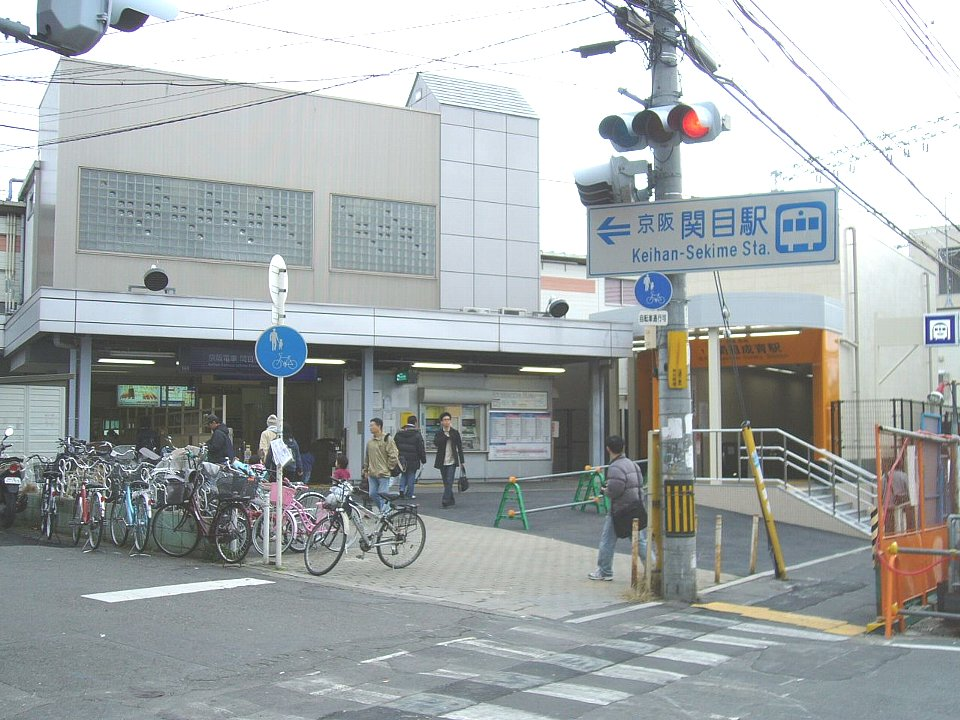
京阪関目駅（左）と地下鉄関目成育駅1号出入口（右）

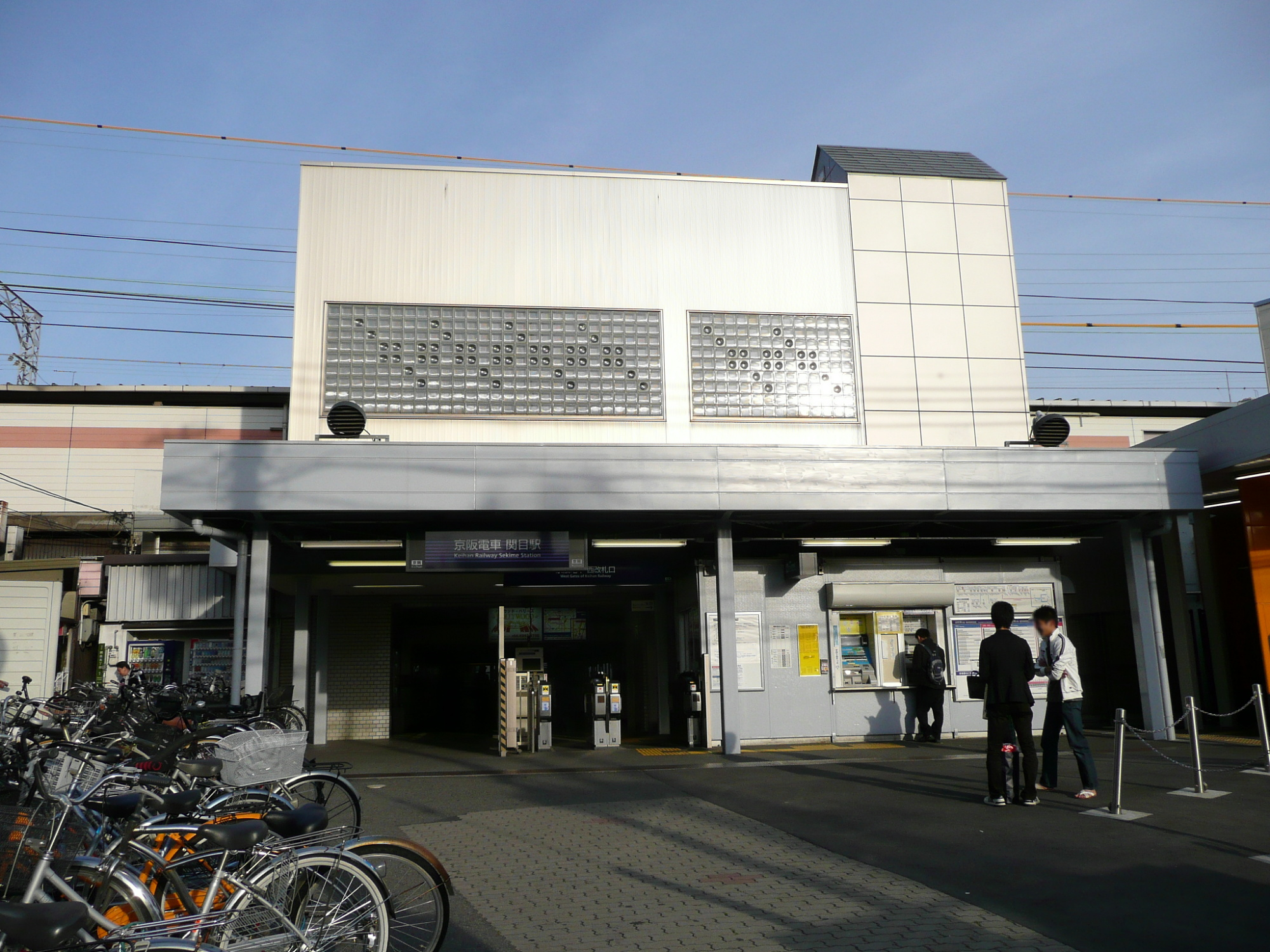
駅舎全体（2008年5月）

関目駅（せきめえき）は、大阪府大阪市城東区関目五丁目にある、京阪電気鉄道京阪本線の駅。大阪市高速電気軌道 (Osaka Metro) 今里筋線関目成育駅と隣接している。駅番号はKH06。

## 歴史
- 1931年（昭和6年）10月14日：京阪本線の蒲生（現在の京橋） - 守口（現在の守口市）間の専用軌道化と同時に開業。
- 1933年（昭和8年）12月29日：複々線化。
- 1939年（昭和14年）4月27日：駅構内で1000系・1105F（3両編成）が失火で全焼[2]。
- 1943年（昭和18年）10月1日：会社合併により京阪神急行電鉄（現・阪急電鉄）の駅となる。
- 1949年（昭和24年）12月1日：会社分離により京阪電気鉄道の駅となる。
- 1991年（平成3年）9月：8両化に対応するためのホーム延伸工事が完成。
- 1999年（平成11年）
  - 4月：京都行きホームへのエレベーター設置使用開始、多目的トイレ使用開始[3]。
  - 12月24日：大阪行きホームへのエレベーター設置使用開始[4]。
- 2006年（平成18年）12月24日：大阪市営地下鉄今里筋線開業により、関目成育駅との乗り換え駅となる。
- 2009年（平成21年）4月：ホームに「列車接近表示機」を設置。[5]
- 2014年（平成26年）3月24日：プラットホームに異常通報装置を設置[6]。
- 2016年（平成28年）3月15日：事故情報などをリアルタイムに知らせる「旅客案内ディスプレー」を設置[7]。
- 2020年（令和2年）3月29日：トイレリニューアル工事竣工、使用開始。女性用トイレにパウダーコーナーを設置、男女とも個室は洋式に[8]。

## 駅構造
無人駅である。改札内にはトイレがある。

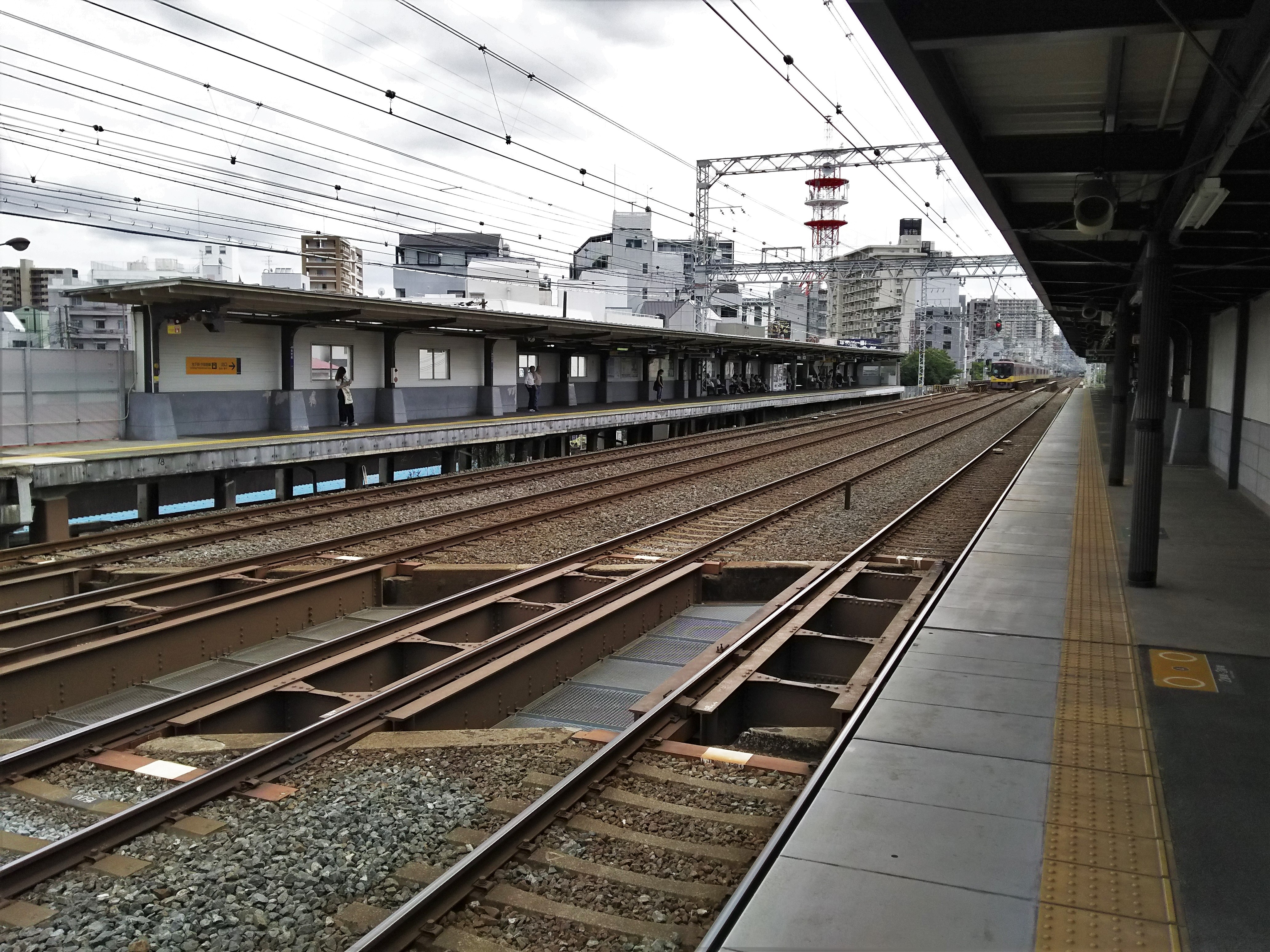
ホーム（2016年8月）

通過線（A線）2本を挟んだ相対式2面2線のホームを持つ高架駅。改札は1階に、ホームは2階にある。改札口は南北に1か所ずつ設けられている。隣の野江駅同様に通過線にホームはなく、外側2線（B線）のみホームがある。
バリアフリー施策として、身体障害者対応のエレベーター2基、多目的トイレ1か所が設けられている。
なお、乗換駅として案内されている今里筋線の関目成育駅の出入口は、西改札口からすぐのところにある。

### のりば
| 番線 | 方向      | 路線 | 行先                 |
| ---- | --------- | ---- | -------------------- |
| 1    | ■京阪本線 | 上り | 三条・出町柳方面     |
| 2    | ■京阪本線 | 下り | 淀屋橋・中之島線方面 |

- 両ホームとも有効長は8両。2008年3月に番線表示が付与された。ただし、自動放送での番線案内はない。

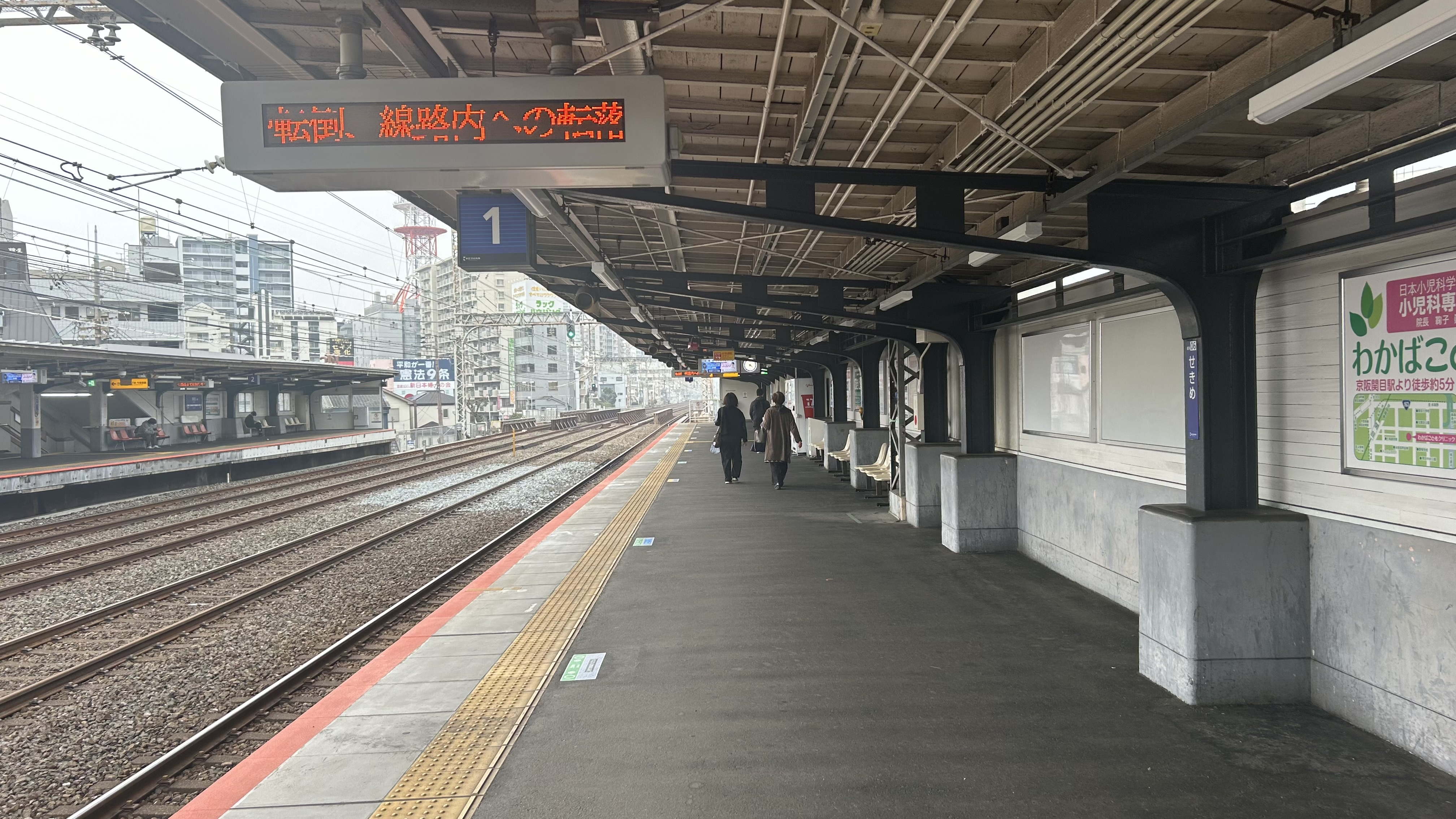
1番線ホーム
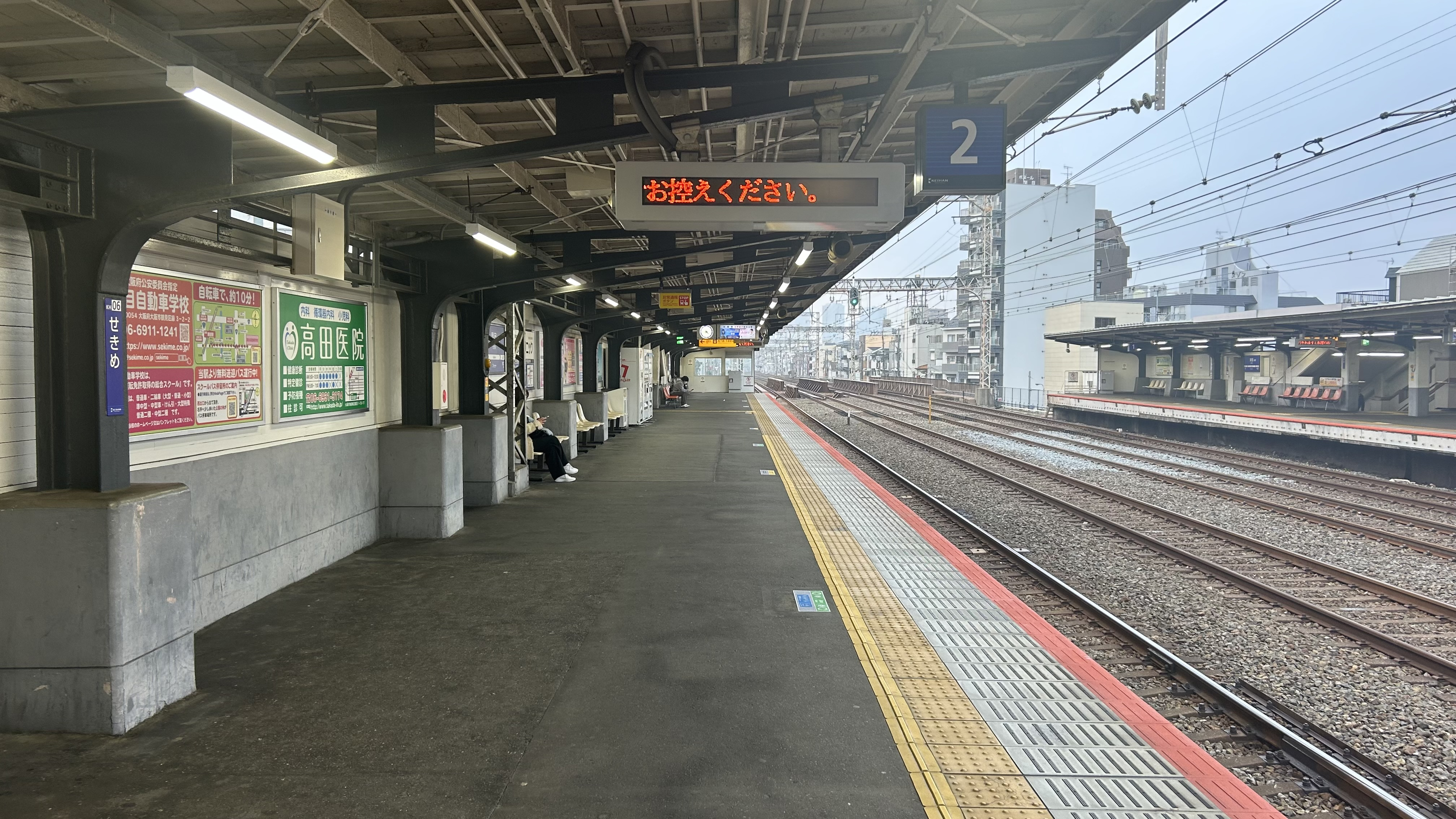
2番線ホーム

## 利用状況
2023年（令和5年）度の1日当たりの利用者数は9,856人。
各年度の1日乗車・乗降人員数は下表のとおり。
| 年度   | 特定日   | 特定日   | 1日平均 乗車人員 | 出典   |
| 年度   | 乗降人員 | 乗車人員 | 1日平均 乗車人員 | 出典   |
| ------ | -------- | -------- | ---------------- | ------ |
| 1995年 | 22,414   | 11,090   | 12,920           | [ 11 ] |
| 1996年 | -        | -        | 11,811           |        |
| 1997年 | -        | -        | 11,032           |        |
| 1998年 | 19,946   | 10,052   | 10,604           | [ 12 ] |
| 1999年 | -        | -        | 10,602           |        |
| 2000年 | 19,215   | 9,606    | 10,350           | [ 13 ] |
| 2001年 | -        | -        | 10,048           |        |
| 2002年 | 17,826   | 9,038    | 9,786            | [ 14 ] |
| 2003年 | 17,515   | 8,774    | 9,451            | [ 15 ] |
| 2004年 | 16,931   | 8,417    | 9,236            | [ 16 ] |
| 2005年 | 16,424   | 8,253    | 9,215            | [ 17 ] |
| 2006年 | 15,943   | 8,048    | 8,312            | [ 18 ] |
| 2007年 | 16,037   | 8,172    | 8,323            | [ 19 ] |
| 2008年 | 15,651   | 7,853    | 8,390            | [ 20 ] |
| 2009年 | 15,404   | 7,655    | 8,194            | [ 21 ] |
| 2010年 | 15,612   | 7,837    | 7,864            | [ 22 ] |
| 2011年 | 14,573   | 7,306    | 7,969            | [ 23 ] |
| 2012年 | 14,688   | 7,366    | 7,529            | [ 24 ] |
| 2013年 | 14,640   | 7,364    | 7,746            | [ 25 ] |
| 2014年 | 14,617   | 7,259    | 7,813            | [ 26 ] |
| 2015年 | 14,630   | 7,331    | 7,681            | [ 27 ] |
| 2016年 | 14,706   | 7,386    | 7,800            | [ 28 ] |
| 2017年 | 15,006   | 7,445    | 8,147            | [ 29 ] |
| 2018年 | 14,930   | 7,480    | 7,938            | [ 30 ] |
| 2019年 | 14,673   | 7,327    | 8,000            | [ 31 ] |
| 2020年 | 12,268   | 6,129    | 5,603            | [ 32 ] |
| 2021年 | 11,740   | 5,953    | 6,094            | [ 33 ] |
| 2022年 | 11,542   | 5,794    | 6,704            | [ 34 ] |
| 2023年 | 11,934   | 6,047    | 6,523            | [ 35 ] |

## 駅周辺

### 学校
- 大阪市立関目小学校
- 大阪市立関目東小学校
- 大阪府警察学校関目校専科教養部（関目六丁目）
- 大阪信愛学院大学
- 大阪信愛学院（保育園・幼稚園・小学校・中学校・高等学校）
- 大阪産業大学附属高等学校

### 商業施設
- 関目商店街
- 杉山通商店会
- スミレ商店街
- 三井住友銀行関目出張所（旧神戸銀行→太陽神戸銀行→太陽神戸三井銀行→さくら銀行）  - ※2021年1月18日より、関目支店が城東支店（蒲生四丁目駅の近く）内に移転しており、ATMのみの店舗となっている。
- 大同信用組合城東支店
- 永和信用金庫城東支店
- 食品館アプロ関目店
- ライフ関目店 ※野江駅とも同等に至近である。
- コーナン関目店 ※野江駅からの方がやや至近である。
- スギドラッグ 関目駅前店

### 公共施設
- Osaka Metro今里筋線関目成育駅
- Osaka Metro谷町線関目高殿駅まで約300m
  - 関目高殿駅は乗り換え駅ではないが、徒歩4分ほどの至近にある。
  - 谷町線との乗り換えは、今里筋線の場合は太子橋今市駅、京阪本線の場合は天満橋駅を利用。
- 城東関目郵便局

### その他
- 国道1号
- 国道163号
- 大阪府警察本部関目別館・交通部交通機動隊（関目六丁目）、警備部第一機動隊（関目四丁目）
- 須佐之男尊神社（関目神社）　豊臣秀吉が大坂城築城の際、鬼門に当たるこの地に毘沙門天と須佐之男尊を祭ったのが始まりと言われる神社[36]。
- 安養寺
- 西濃運輸関目支店
- リビエール関目（URの集合住宅、大阪大国技館跡地）

## バス路線
最寄停留所は地下鉄関目成育となる。以下の路線が乗り入れ、大阪シティバスにより運行されている。
- 35号系統：杭全 行 / 守口車庫前 行

以前は京阪の関目駅前ということで関目京阪前停留所であったが、地下鉄関目成育駅開業後の2008年1月8日に、地下鉄関目成育停留所に改称した。

## 隣の駅
京阪電気鉄道
京阪本線
■快速特急「洛楽」・□ライナー・■特急・■通勤快急・■快速急行・■急行・■通勤準急・■準急・■区間急行
通過
■普通
野江駅 (KH05) - 関目駅 (KH06) - 森小路駅 (KH07)
- 括弧内は駅番号を示す。